# Луїджі Сібілле
Луїджі Сібілле (італ. Luigi Sibille, 1 вересня 1884, Чезана-Торинезе - 21 жовтня 1964) — італійський генерал.

## Біографія
Луїджі Сібілле народився 1 вересня 1884 року в Чезана-Торинезе. У 1904 році вступив до Військової академії в Модені, яку закінчив у 1905 році у званні молодшого лейтенанта.
Брав участь в італійсько-турецькій війні у званні лейтенанта, за що був нагороджений Бронзовою медаллю «За військову доблесть».
Під час Першої світової війни Луїджі Сібілле командував 1-м батальйоном 19-го піхотного полку. У 1918 році отримав звання майора. Потім командував батальйоном 7-го полку альпійських стрільців. За участь у війні був нагороджений двома Срібними медалями «За військову доблесть».
Після війни Луїджі Сібілле ніс службу в Триполітанії. У 1931 році отримав звання полковника. тривалий час ніс службу у Міністерстві у справах Італійської Африки. У 1937 році отримав звання бригадного генерала. У 1938 році призначений заступником командувача 6-ї піхотної дивізії і перебував на цій посаді до 31 серпня 1939 року.
З 20  квітня 1940 року призначений командувачем 1-ї лівійської дивізії в Кмренїці. 1 липня того х року отримав звання дивізійного генерала. Проте незабаром був відкликаний до Риму, і 5 серпня 1942 року був призначений командувачем 202-ї дивізії берегової охорони, яка розташовувалась на Сицилії. У квітні 1943 року очолив регіональне командування в Турині.
У 1947 році отримав звання корпусного генерала.
Помер 21 жовтня 1934 року. 

## Нагороди
- Срібна медаль «За військову доблесть» (два нагородження)
- Бронзова медаль «За військову доблесть»